# Armi e armature in epoca vichinga

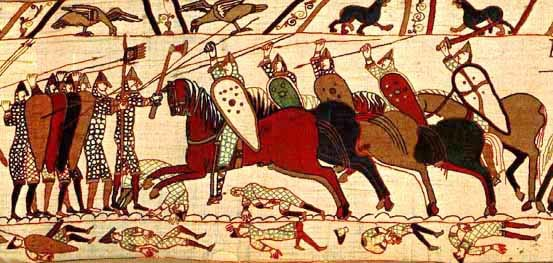
Scena di battaglia tratta dall'arazzo di Bayeux

La conoscenza di armi e armature in epoca vichinga (nell'Europa dall'VIII all'XI secolo) è basata su relativamente rari ritrovamenti archeologici, rappresentazioni pittoriche, ed alcuni stralci di racconti delle saghe norrene e del diritto norreno scritto nel XIII secolo.
Secondo le usanze, a tutti i norreni liberi veniva richiesto di possedere armi, così come era permesso al tempo di trasportarle. Queste armi erano anche un simbolo distintivo dello status sociale del vichingo. Un ricco vichingo avrebbe avuto un abbigliamento completo formato da elmo in metallo, scudo di legno, maglia di ferro, e cappotto di pelli di animale, oltre a varie armi ed equipaggiamento da guerra. Il contadino medio possedeva lancia, scudo e forse una scramasax (grosso coltello). Alcuni avrebbero portato anche i propri archi da caccia da usare in campo aperto in battaglia.

## Armi

### Archi e frecce
Gli archi erano usati sia per la caccia che in battaglia. Erano fatti di tasso, frassino o olmo. La potenza di getto di un arco del X secolo poteva raggiungere i 400 N, il che garantiva una gittata di almeno 250 metri. Un arco trovato nel villaggio vichingo di Hedeby, probabilmente a tutti gli effetti un arco da guerra, aveva una forza di oltre 700 N. Un'unità di misura usata nel diritto islandese (il Grágás) chiamata "colpo d'arco" (ördrag) corrisponde a 480 metri. Le illustrazioni del tempo mostrano archi tirati oltre il torace, piuttosto che all'orecchio, come si usa fare oggi.
Le punte di freccia erano solitamente fatte di ferro e prodotte in varie forme e dimensioni, a seconda del luogo di origine. Molte di loro erano fissate alla freccia tramite una linguetta inserita alla fine di un'asta di legno. Alcune punte erano costruite in legno. Esemplari con code fatte di penne d'aquila sono stati ritrovati, con le piume tagliate ed incollate. Alcune fonti storiche dicono che i Vichinghi potrebbero aver usato frecce spinate, ma le prove archeologiche di questo genere sono limitate.
I primi ritrovamenti di questo tipo di oggetti furono effettuati in Danimarca e, date le tombe in cui si trovavano, dovrebbero essere appartenuti alla classe più abbiente.

Lance e frecce vichinghe
Lancia di tarda epoca vichinga (Museo di Bergen)

### Lance

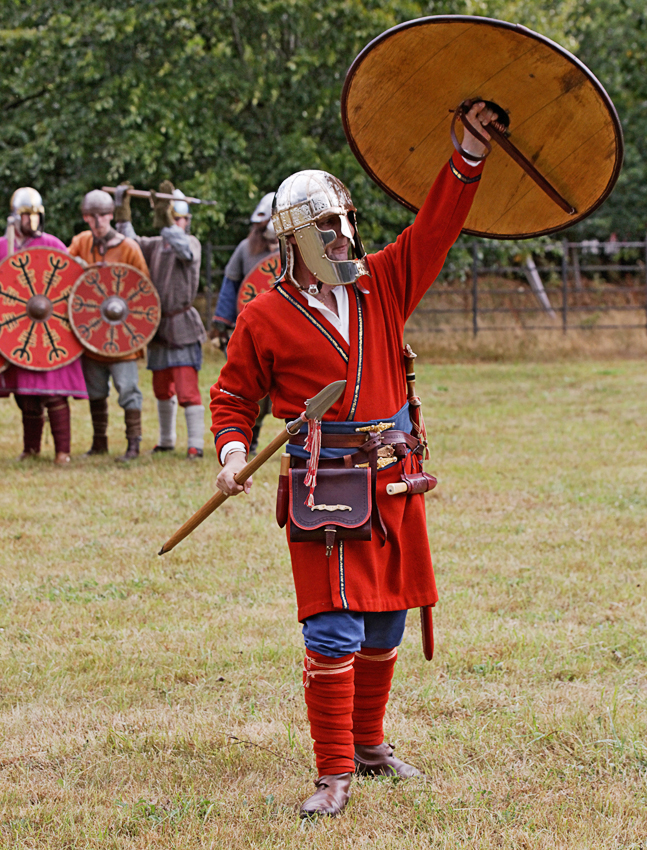
Replica di lancia e scudo vichinghi, Jorvik Vikingr circa 900

La lancia era l'arma più comune tra i guerrieri vichinghi. Le lance avevano punte di metallo che potevano misurare tra i venti ed i sessanta centimetri, con la tendenza a fare quelle più lunghe verso la fine dell'epoca vichinga. Queste punte venivano montate su aste di legno lunghe due o tre metri. Le punte con le ali venivano chiamate krókspjót (lance spinate) nelle saghe. Le lance a punta larga erano definite höggspjót (lance taglienti) e potevano essere usate anche per tagliare. Le lance spinate da gettare erano spesso meno decorate di quelle dedicate al combattimento corpo a corpo, dato che spesso venivano perse in battaglia.
La lancia era usata sia a distanza che nel corpo a corpo. Molte prove dimostrano che era usata con una mano sola. Alcune saghe accennano al fatto che potevano essere usate a due mani, ma non in battaglia. La punta era fissata con un perno, che i personaggi della saga spesso tolgono per evitare che un nemico la riutilizzi (presumibilmente, la punta cadeva se si mancava il bersaglio).
Paragonata ad una spada, la lancia poteva essere costruita con metallo peggiore, ed utilizzandone molto meno. Questo la rese economica e probabilmente semplice da costruire per ogni fabbro.

### Altre armi lunghe
Un'arma lunga nota come atgeir viene citata in molte saghe norrene e in altra letteratura. Atgeir viene solitamente tradotto in "alabarda", simile ad un falcione. Gunnar Hámundarson viene descritto nella Njáls saga mentre taglia ed infilza nemici con la sua atgeir.
Molte armi (tra cui kesja e höggspjót) che appaiono nelle saghe vengono definite alabarde.

### Sax
Come tutte le popolazioni germaniche durante il c.d. Periodo delle Migrazioni i vichinghi maschi di status "libero" portavano il coltellaccio chiamato  scramasax, usato come machete in tempo di pace e come arma in guerra. Un uomo ricco poteva possedere un grande scramasax paragonabile ad una spada vera e propria. I coltelli più piccoli, i breitsax, erano generalmente di facile costruzione per un comune fabbro.
Apparso in Scandinavia a partire dal IV secolo, il sax vi restò in uso per tutta l'Epoca Vichinga laddove, nel resto d'Europa (eccezion fatta per l'Inghilterra), era invece già scomparso.

### Spade

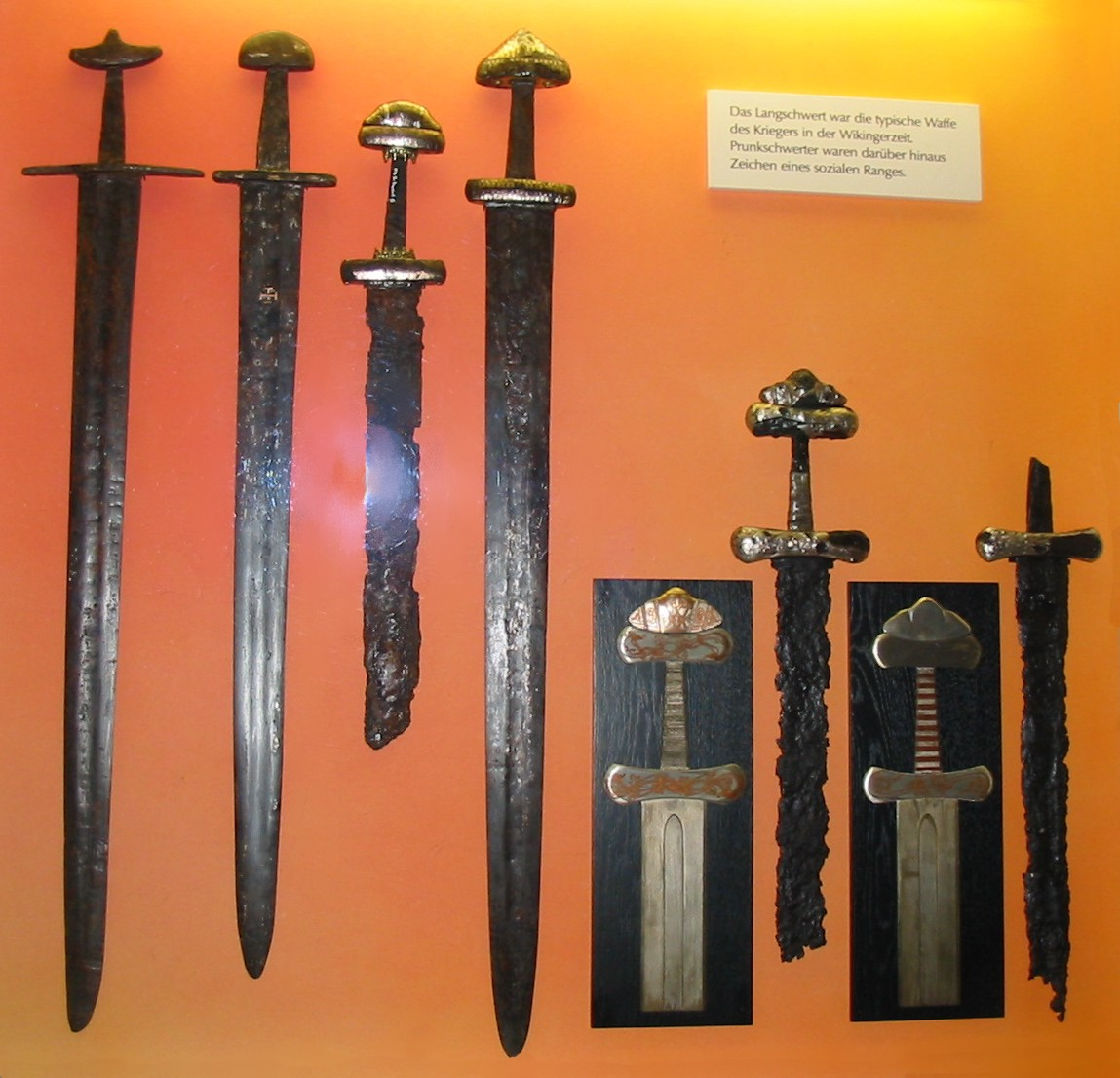
Spade vichinghe in mostra presso il Wikingermuseum di Hedeby.

La spada vichinga veniva utilizzata con una mano sola in modo da accoppiarla con uno scudo, e aveva una lama lunga solitamente 60-80 centimetri. L'arma era composta da numerosi strati di acciaio con alto e basso livello di carbonio; quello ad alto carbonio forniva resistenza, e quello a basso carbonio forniva flessibilità.
La sua forma derivava dalle spade dell'Alto Medioevo e dalla spatha romana con un'impugnatura larga, una lunga lama ed un'elsa non pronunciata. Questo era fatto in linea con il resto d'Europa dato che, al momento, questa forma era la più comune.
Le spade erano molto costose da costruire, e un simbolo di ricchezza. Le lame erano solitamente a doppio taglio e lunghe fino a 90 centimetri o poco più, ma se ne conoscono anche di più antiche a taglio singolo. Erano tenute in foderi di legno rivestiti di pelli. Le prime lame erano saldate, una tecnica in cui strisce di ferro battuto e acciaio dolce erano attorti e forgiati insieme, con l'aggiunta di un lato indurito. Le successive lame di acciaio omogeneo, importate probabilmente dalle terre del Reno, portavano al loro interno simboli ed iscrizioni, quali INGELRII o ULFBERHT. Gli artigiani vichinghi spesso aggiungevano la propria firma decorata, ed a molte spade veniva dato un nome, quali Taglia Braccia o Elsa d'Oro.
Possedere una spada era un segno di alto prestigio. Le persone di un certo livello potevano possedere spade decorate con argento. Solo i più ricchi vichinghi, goði, jarl ed a volte uomini liberi usavano le spade. Il resto della popolazione maschia adulta portava asce o lance in battaglia. Una spada citata nella Laxdœla saga veniva valutata mezza corona, ovvero 16 mucche da latte. La forgia di queste armi era un lavoro altamente qualificato, fuori dalle capacità di un normale fabbro norreno; molte lame di spade venivano importate da terre straniere quali la Renania. La costruzione di una spada poteva richiedere fino ad un mese di lavoro, ed erano così di alto valore da passare di generazione in generazione. Spesso, più la spada era antica, e più valeva.

### Asce
A partire dall'attrezzo di tutti i giorni usato per tagliare la legna, le asce usate in battaglia cambiarono, con teste più grandi e manici più lunghi. Molte asce da battaglia, tra cui le asce barbute, si svilupparono direttamente dagli attrezzi per tagliare il legno. Alcune teste d'ascia erano intarsiate con disegni in argento. Alla fine dell'epoca vichinga, vi erano teste d'ascia sempre più grandi, fino a raggiungere i 45 cm, chiamate breiðöx (asce larghe). I suoi limiti erano la portata limitata ed il tempo necessario per recuperarle dopo un colpo inferto. Le asce bipenne raffigurate nella moderna arte "vichinga" sono puramente frutto di fantasia.
Solitamente i Vichinghi portavano asce robuste che potevano essere lanciate o maneggiate con forza. L'ascia di Mammen è un famoso esempio di queste asce da guerra, idealmente adatta per il lancio e per il combattimento corpo a corpo.
La testa d'ascia era fatta principalmente di ferro battuto, con il filo in acciaio. Questo la rendeva meno costosa di una spada, ed era l'arma standard prodotta dai fabbri.

Asce vichinghe
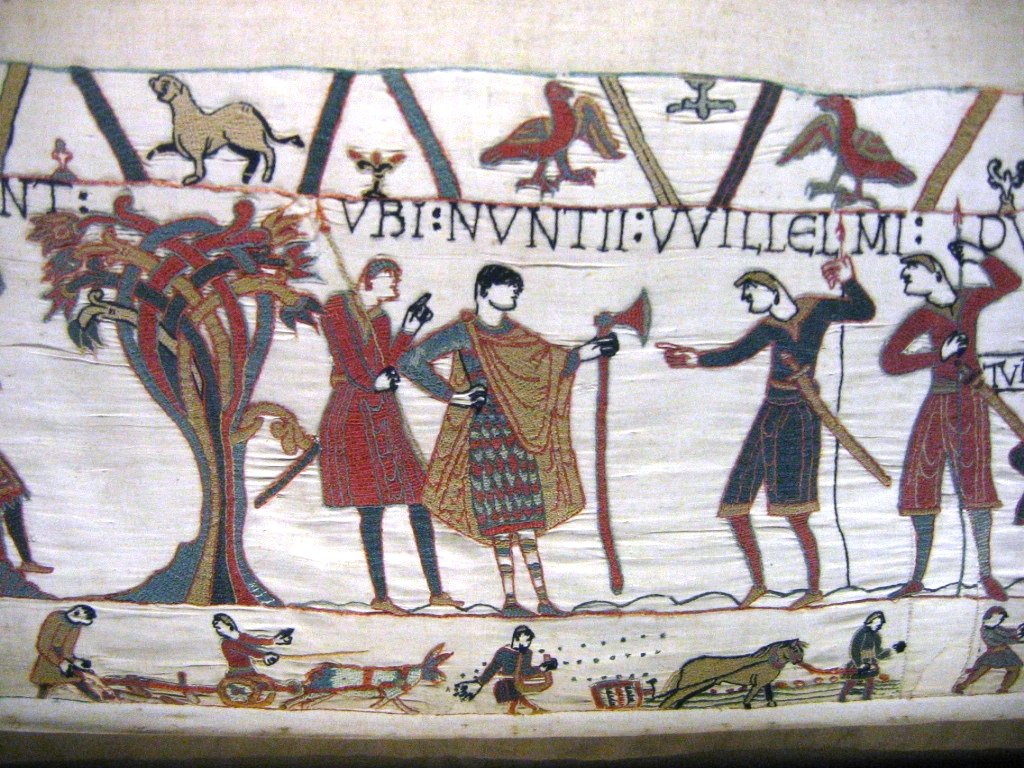
Ascia danese raffigurata sull'arazzo di Bayeux
Due asce trovate in Norvegia occidentale in mostra a Bergen

## Armature

### Elmo
Oggi esiste un solo esemplare di elmo vichingo completo. Questo elmo vichingo fu rinvenuto in una fattoria chiamata Gjermundbu a Ringerike, in Norvegia centrale. Gjermundbu si trova a Haugsbygda, un villaggio del nord-est di Hønefoss, nella contea di Buskerud. L'elmo risale al X secolo, ed era fatto in ferro, con la forma rotonda a punta formata da quattro piastre simile allo spangenhelm. Questo elmo ha una punta arrotondata ed una notevole guardia attorno ad occhi e naso, simile ad una maschera, oltre ad un possibile camaglio. La guardia degli occhi in particolare suggerisce una stretta affinità con i precedenti elmi dell'Era di Vendel. Da pietre runiche ed altre illustrazioni, sappiamo che i Vichinghi indossavano anche elmi più semplici, spesso a punta con la sola guardia per il naso.
Elmi vichinghi sono stati scavati in soli tre luoghi: Gjermundbu (Norvegia), Tjele (Danimarca) e Lokrume (Gotland, Svezia). Quello di Tjele non è niente più di resti di un elmo simile a quello di Gjermundbu, e la stessa cosa per quello del Gotland. È possibile che molti elmi vichinghi fossero formati da cuoio indurito e strisce di ferro, dato che molte storie islandesi ed pietre disegnate scandinave raccontano e mostrano guerrieri con elmi. È anche possibile che gli elmi fossero ereditati, invece che sepolti con il morto, passando da padre a figlio, restando quindi per generazioni in una famiglia prima di venire trasformato in qualcosa di metallo, come un'ascia.
Non esistono prove che i Vichinghi usassero in battaglia elmi con le corna, nonostante sia possibile che l'abbiano fatto in caso di particolari rituali.

Elmi vichinghi
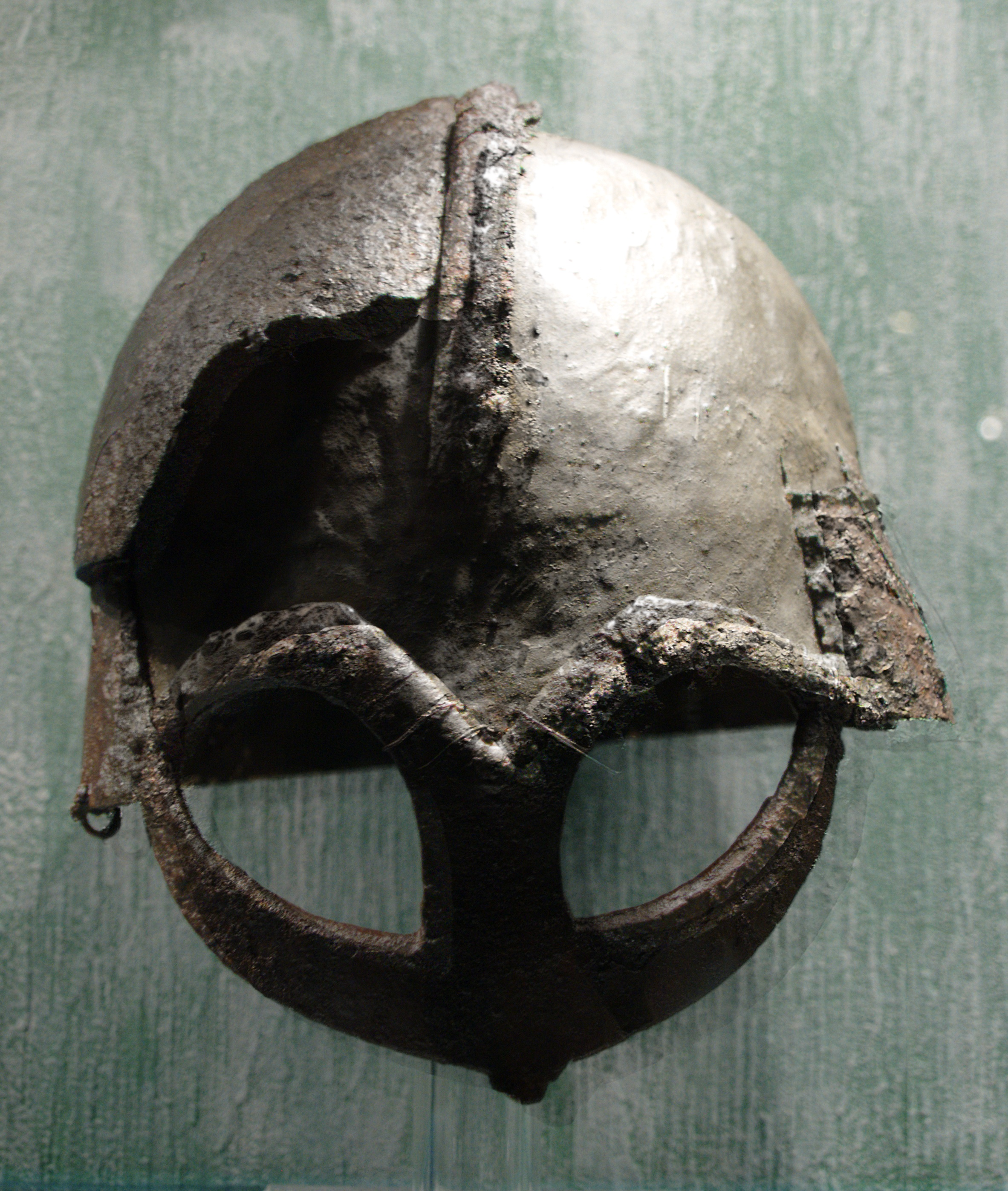
Elmo proveniente dalla tomba di un capitano, Norvegia del X secolo

### Maglia di ferro
Ancora una volta, solo un singolo frammento forse completo di maglia di ferro è stato rinvenuto in Scandinavia, nello stesso luogo dell'elmo di Gjermundbu a Haugsbygda. I costumi funerari dell'epoca vichinga in Scandinavia non sembrano aver favorito sepolture con elmi o maglie di ferro, in contrasto alla precedente grande sepoltura svedese di Valsgärde. Si pensa ora che la cotta di maglia servisse per coprire gomiti e ginocchia. Probabilmente indossata sopra vestiti pesanti, una cotta di maglia proteggeva chi la indossava dall'essere tagliato, ma offriva poca protezione dai colpi. La cotta era molto costosa nella prima Europa medievale, ed era quindi portata solo da persone molto ricche e potenti. Era quasi certamente del tipo "quattro in uno", in cui quattro solidi anelli (punzonati) sono collegati da un singolo anello rivettato. Le cotte di questo tipo erano note anche col nome di byrnie o brynja. La mancanza di saldatura avrebbe offerto meno protezione in battaglia. Le più costose cotte erano anche viste come ingombranti e non confortevoli in battaglia. Molti Vichinghi preferivano quindi le più leggere armature di cuoio, più flessibili ed economiche.
Le cotte di maglia sono relativamente pesanti, anche se il peso era distribuito, e la sottostante imbottitura era sia costosa (essendo strati di tela di lino) che calda. Durante la battaglia di Stamford Bridge ai guerrieri vichinghi si disse di abbandonare al campo base le loro armature, a causa dell'alta temperatura.

### Scudi

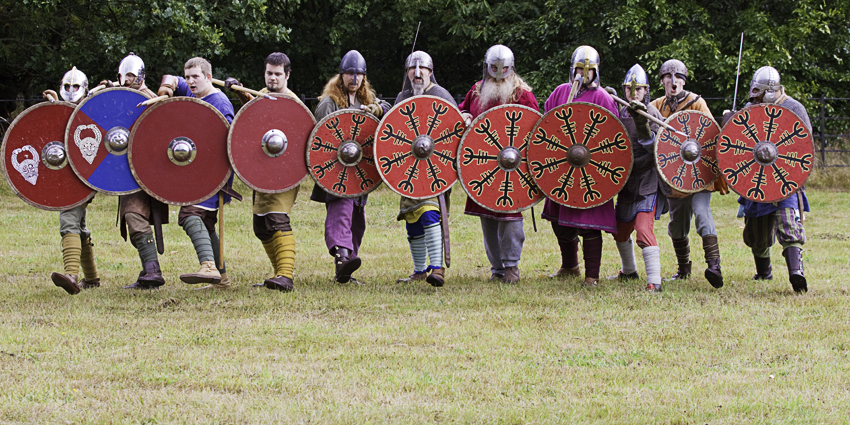
Un muro di scudi

Lo scudo era il più comune mezzo di difesa. Tradizionalmente gli scudi erano fatti di legno di tiglio, anche se potevano essere utilizzati altri alberi quali ontani e pioppi. Questi legni non erano molto densi, e per questo erano leggeri e maneggevoli. Inoltre non erano facili da rompere come la quercia. Inoltre, le fibre del legno si legavano attorno alle lame, impedendogli di tagliare più a fondo a meno di applicare molta più pressione. Gli scudi rotondi sembrano aver avuto dimensioni variabili tra i 45 ed i 120 centimetri di diametro, ma il più piccolo e maneggevole 75-90cm era di gran lunga il più usato.
Gli scudi più piccoli derivano dal periodo pagano dei Sassoni, mentre i più grandi dai secoli X e XI. Dall'inizio dell'XI secolo il lato inferiore dello scudo si allungò per coprire la parte superiore delle gambe creando gli scudi ad aquilone. Vi sono prove archeologiche sia di scudi ad aquilone piatti che curvi, soprattutto dei secondi, molti dei quali dotati anche di umboni. Si dibatte tuttora sul fatto che questi umboni fossero usati nello stesso modo di quelli degli scudi rotondi, ovvero bloccati al centro. La tendenza durante le rievocazioni è quella di indossarli attorno al braccio, come se si fosse ancora a cavallo. Questo perché se si tiene lo scudo vicino all'umbone, la parte bassa opera da pendolo rendendo difficile qualsiasi operazione. Lo scudo ad aquilone sembra variare in lunghezza da 1 ad 1,5 metri, con 1,2 metri come misura più comune. Molti scudi sono dipinti in tinta unita, anche se alcuni hanno disegni più elaborati. I disegni più comuni erano semplici croci e derivazioni dei raggi delle ruote o del sole. I pochi scudi rotondi sopravvissuti hanno disegni più complicati, a volte sono ornati d'argento ed oro attorno all'umbone ed ai blocchi della cinghia.

La Nave di Gokstad aveva posti per appendere gli scudi durante la navigazione, e gli scudi di Gokstad avevano buchi lungo il bordo per fissarli a qualche tipo di protezione non metallica. Venivano chiamati "file di scudi" e proteggevano la ciurma da onde e vento. Alcuni scudi vichinghi potevano essere decorati con semplici greche, anche se alcune poesie scaldiche parlano di disegni più complessi, ed alcuni ritrovamenti sembrerebbero confermarlo. Verso la fine dell'epoca vichinga divennero di moda gli scudi ad aquilone altresì detti "Scudi Normanni" .  Gli scudi vichinghi erano spesso usati in formazione. Il muro di scudi, o Skjaldborg , era una formazione in cui i guerrieri vichinghi creavano una linea ininterrotta di scudi lanciando lance contro gli avversari. Un'altra importante tattica era la Svinfylking, o schieramento a testa di cinghiale, in cui i guerrieri formavano un cuneo tentando di rompere le linee nemiche. 

Scudi vichinghi
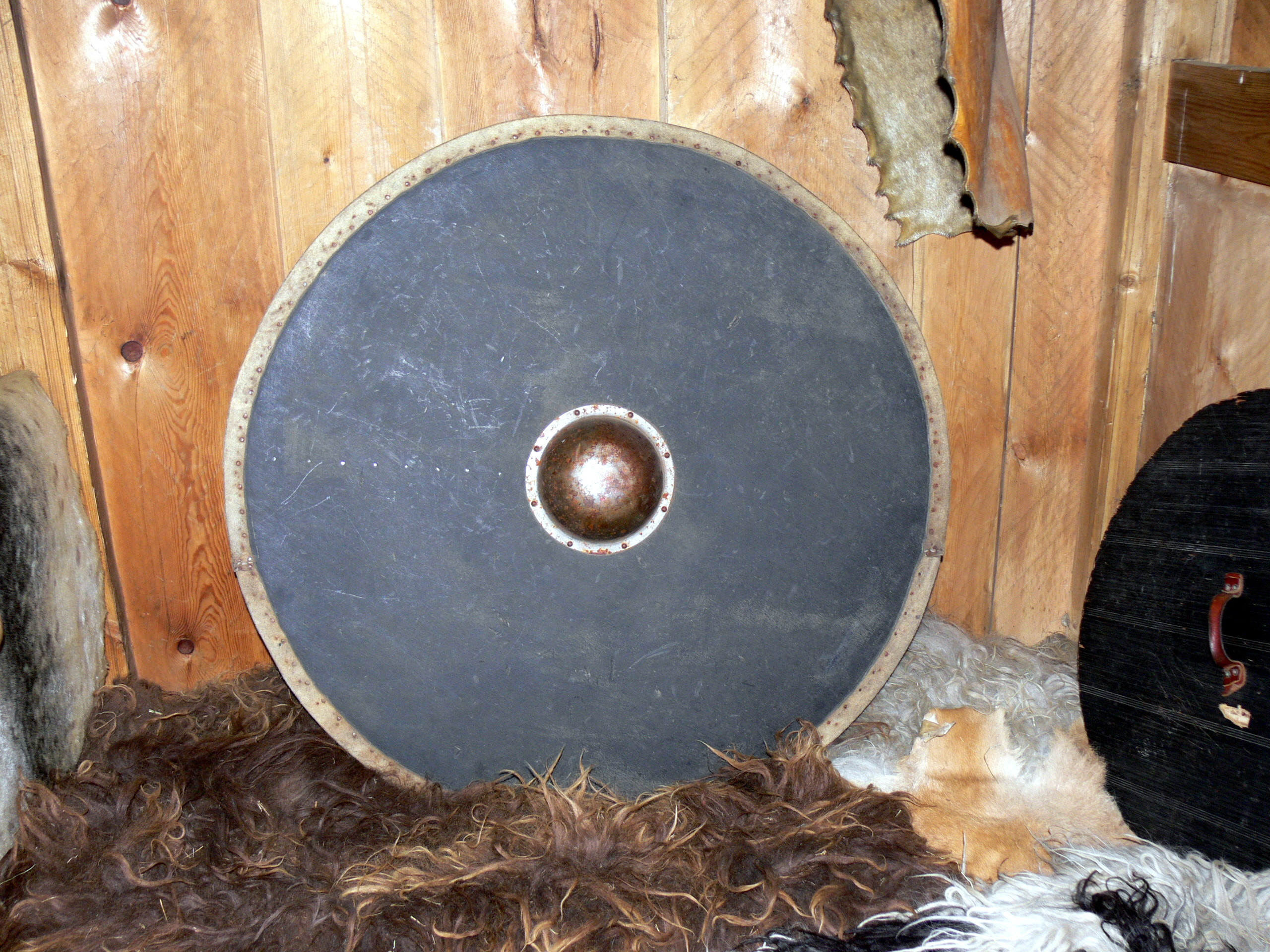
Tipico scudo vichingo in stile Gokstad
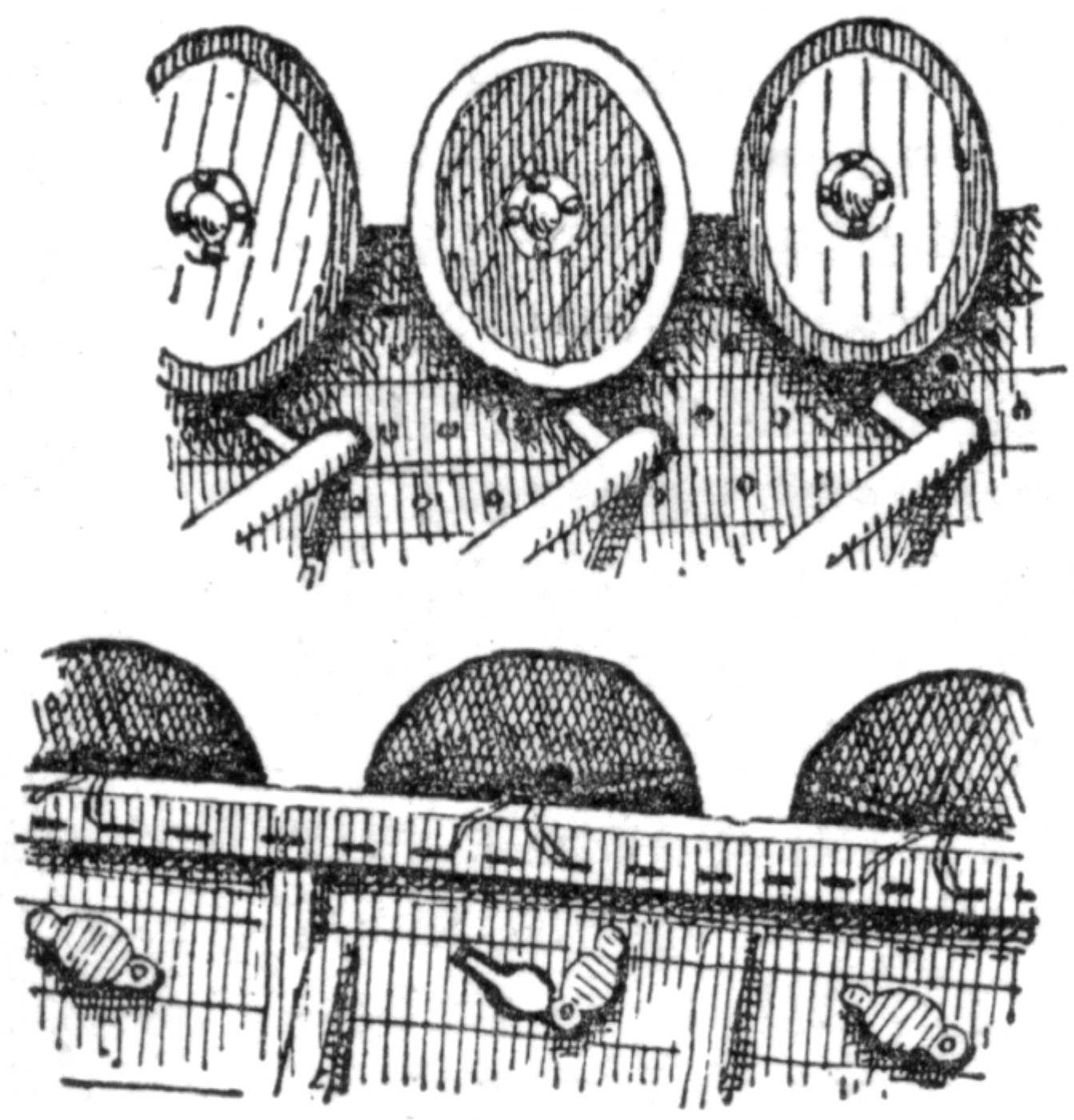
Montaggio di scudi su una nave

### Armature lamellari
Più di trenta lamelle d'armatura furono rinvenute a Birka, in Svezia, nel 1877, nel 1934 e nel 1998-2000. Furono datate tutte attorno allo stesso periodo della cotta di maglia di Gjermundbu (900-950) e potrebbero essere la prova che i Vichinghi indossavano queste armature, ovvero una serie di piccole piastre di ferro fissate ad una struttura di tessuto o cuoio. È aperta una discussione sul fatto che le lamelle in questione fossero in possesso di un abitante locale scandinavo o di un mercenario straniero.

### Vestiti e cuoio
Armature in tessuto trapuntato (giaco) e cuoio sono state ipotizzate come possibile opzione per i guerrieri vichinghi del ceto più basso. Questi materiali difficilmente sopravvivono agli anni, e non sono state trovate prove archeologiche. Alcune pietre runiche mostrano quella che sembra essere un'armatura non in cotta di maglia. Molti strati di tessuto di lino o di tela di canapa avrebbero fornito un buon livello di protezione, ad un costo ragionevole. Il cuoio era molto più prezioso in quel periodo, e quindi meno abbordabile per un guerriero comune. Viene fatto anche riferimento ad un'armatura di renna per nascondersi, in una delle saghe di Sant'Olaf, anche se potrebbe semplicemente trattarsi di un cappotto "magicamente" trattato.